# NGC 4650A
NGC 4650A est une galaxie à anneau polaire située dans le constellation du Centaure à environ 115 millions d'années-lumière (35 Mpc) de la Voie lactée. C'est l'une des plus emblématiques galaxies ayant cette structure atypique, dont on dénombre une centaine d'occurrences. L'origine de cette morphologie particulière n'est d'ailleurs pas pleinement comprise. Elle pourrait être le fruit d'une collision de galaxies intervenue dans un passé suffisamment lointain, sans doute plus d'un milliard d'années. Le disque jaunâtre est constitué d'une population uniforme de vieilles étoiles rouges d'au moins 3 à 5 milliards d'années peut-être issues de l'une de ces galaxies en interaction, tandis que l'anneau bleuâtre est constitué d'étoiles plus jeunes de type OB formées il y a moins d'un milliard d'années.
L'anneau polaire ne montre aucune structure spirale identifiable et ne s'inscrit visiblement pas dans un plan, puisque des étoiles se forment au-dessus du plan médian d'un côté et en dessous de ce plan de l'autre côté. Il contient beaucoup de gaz froid, contrairement au disque principal qui en est quasiment dépourvu.

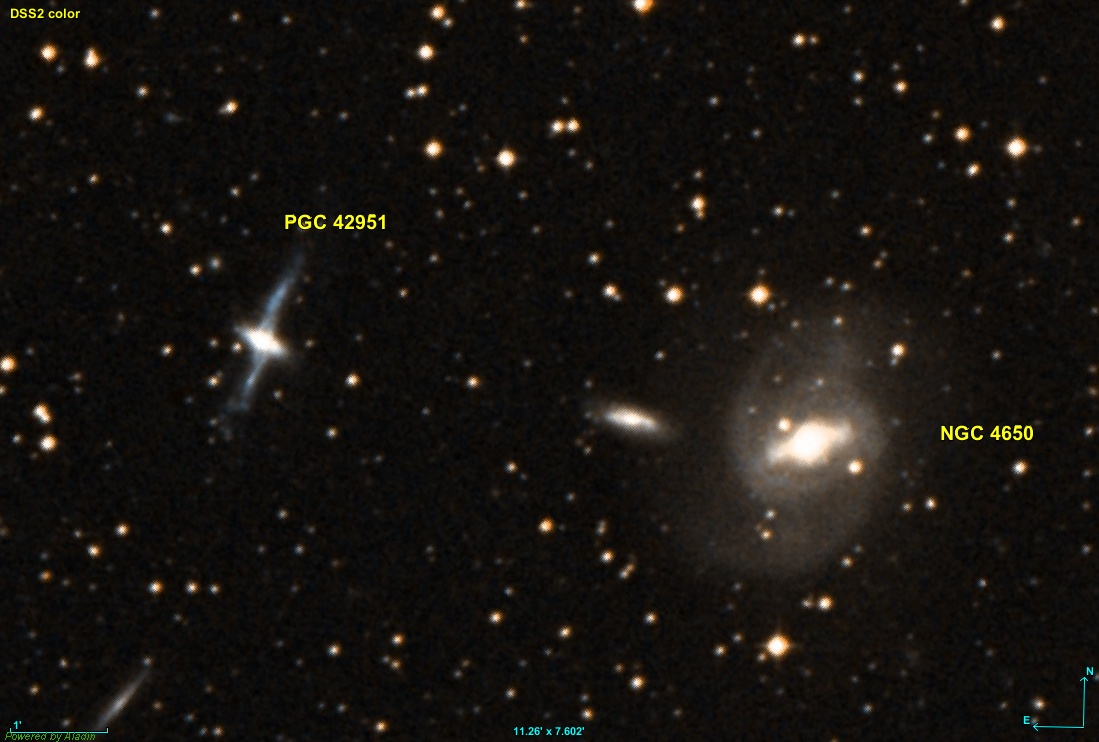
La galaxie PGC 42951 située à proximité de NGC 4650 est parfois désignée comme NGC 4650A, mais elle ne fait pas partie du New General Catalogue.